# 沃特伯勒 (緬因州)
沃特伯勒（英語：Waterboro）是一個位於美國緬因州約克縣的鎮。

## 人口
根據2020年美國人口普查的數據，沃特伯勒的面積為148.04平方千米，當中陸地面積為143.30平方千米，而水域面積為4.74平方千米。當地共有人口7936人，而人口密度為每平方千米54人。